# Achadara
Achadara (en georgiano: აჩადარა; en abjasio: Аҷадара) es una aldea que pertenece a la parcialmente reconocida República de Abjasia, parte del distrito de Sujumi, aunque de iure pertenece al municipio de Sojumi de la República Autónoma de Abjasia de Georgia.

## Toponimia
Anteriormente, el pueblo se conocía como Milara (en georgiano: მილარა; en armenio: Միլարա).

## Geografía
Achadara se encuentra en la orilla izquierda del río Gumista, a 6 km de Sujumi. La aldea se administra desde el pueblo de Gumista.   

## Historia
Achadara fue fundada por armenios de Ordu en 1900. Hasta la guerra de Abjasia, Achadara y no Gumista fue el centro administrativo local.

## Demografía
La evolución demográfica de Achadara entre 1959 y 1989 fue la siguiente:
| 1005                                                | 2457 |
| (Fuente: Population of Abkhazia since Soviet times) |      |

Antes de la guerra de Abjasia, la mayoría de la población local eran georgianos, seguidos de los armenios.

## Economía
Los habitantes se dedican al cultivo de tabaco, maíz, cítricos y fruticultura.  

## Infraestructura

### Educación
El pueblo tenía una escuela armenia de ocho años.

### Transporte
En Achadara hay una estación de ferrocarril. 